# John Charles Ryle

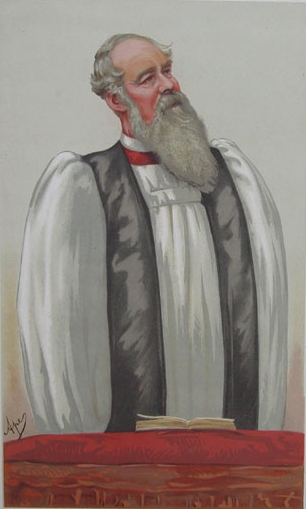
John Charles Ryle, von Carlo Pellegrini, 1881.

John Charles Ryle (* 10. Mai 1816 in Macclesfield, Cheshire, England; † 10. Juni 1900 in Lowestoft) war der erste Bischof der Diözese Liverpool in der Church of England.

## Leben
Ryle, ein Sohn des Bankiers und Politiker John Ryle, studierte Theologie an der Universität Oxford, gab seine Ambitionen auf eine akademische Karriere aber auf, um für das House of Commons zu kandidieren. Nachdem die Pläne gescheitert waren, ließ er sich 1842 zum Priester weihen und arbeitete anschließend in verschiedenen Pfarrämtern. 1872 wurde er ehrenhalber Kanoniker an der Kathedrale von Norwich. 1880 wurde er zum ersten Bischof der neu gegründeten Diözese Liverpool berufen. Er amtierte bis zu seinem Tod.
J. C. Ryle ist inzwischen auch in Deutschland durch seine Bücher Seid heilig (Holiness), Gedanken für junge Männer (Thoughts for young men), Mit Gott auf dem Weg (Walking with God), Die Pflichten der Eltern und Beten Sie? bekannt. Er galt als einer der größten viktorianischen Evangelikalen; Spurgeon nannte ihn den „besten Mann der Kirche Englands“.

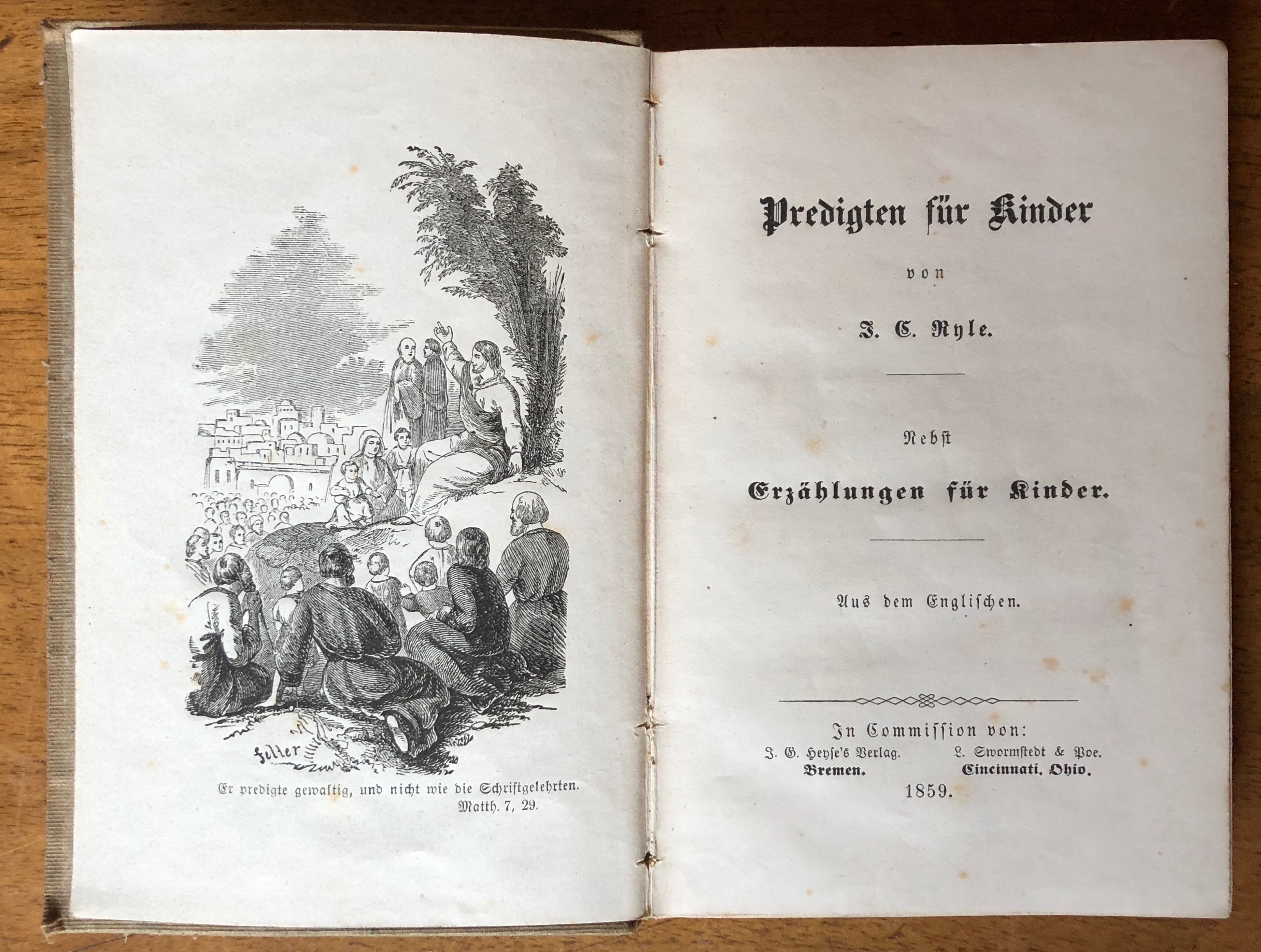
Predigten für Kinder, 1859

## Schriften (Auswahl)
- 1856: Expository Thoughts on Matthew
- 1857: Expository Thoughts on Mark
- 1858: Expository Thoughts on Luke
- 1869: Expository Thoughts on John
- 1873: Christian Leaders of the Last Century
- 1878: Practical Religion: Being Plain Papers on the Daily Duties, Experience, Dangers, and Privileges of Professing Christians
- 1879: Holiness: Its Nature, Hindrances, Difficulties and Roots
- 1890: Light From Old Times: or Protestant Facts And Men, daraus ein Auszug unter dem Titel Five English Reformers
- Beten Sie? Ein Aufruf zum Gebet. 3L, 2010, ISBN 978-3-935188-83-8
- Seid heilig! Der Schlüssel zum erfüllten Leben. 3L, 2005, ISBN 978-3-935188-31-9
- Gedanken für junge Männer. EBTC, 2019, ISBN 978-3-00-034465-7